# Gian Carlo Stucky
Gian Carlo Stucky (* 3. November 1881 in Venedig; † 18. Oktober 1941 ebenda) war ein Schweizer Unternehmer in Venedig.

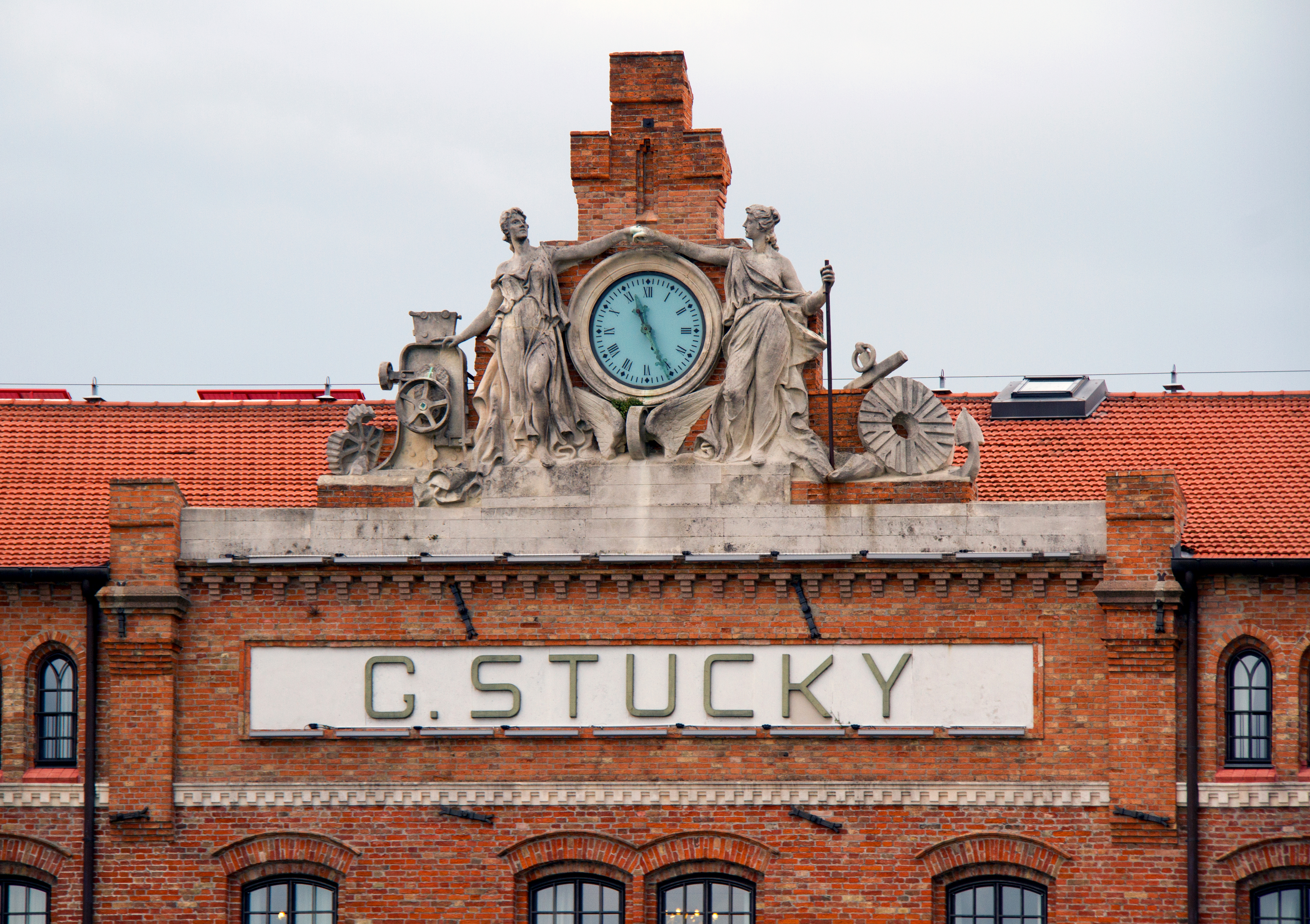
Stuckymühle in Venedig

Der Sohn von Giovanni Stucky übernahm nach dem Tod seines Vaters (Ermordung durch einen psychisch Kranken) 1910 die Leitung des industriellen Familienunternehmens, in dessen Zentrum die monumentale Stuckymühle in Venedig stand. Er ging auch andere Industrie- und Finanzbeteiligungen ein, gründete etwa 1917 die Società Anonima Pila Pilla zur Produktion von Batterien und das Textilunternehmen Fortuny (in Kooperation mit dem gleichnamigen Maler und Modeschöpfer Mariano Fortuny), beschäftigte sich aber auch mit kulturellen Projekten und war etwa im Leitungsausschuss der venezianischen Oper tätig.

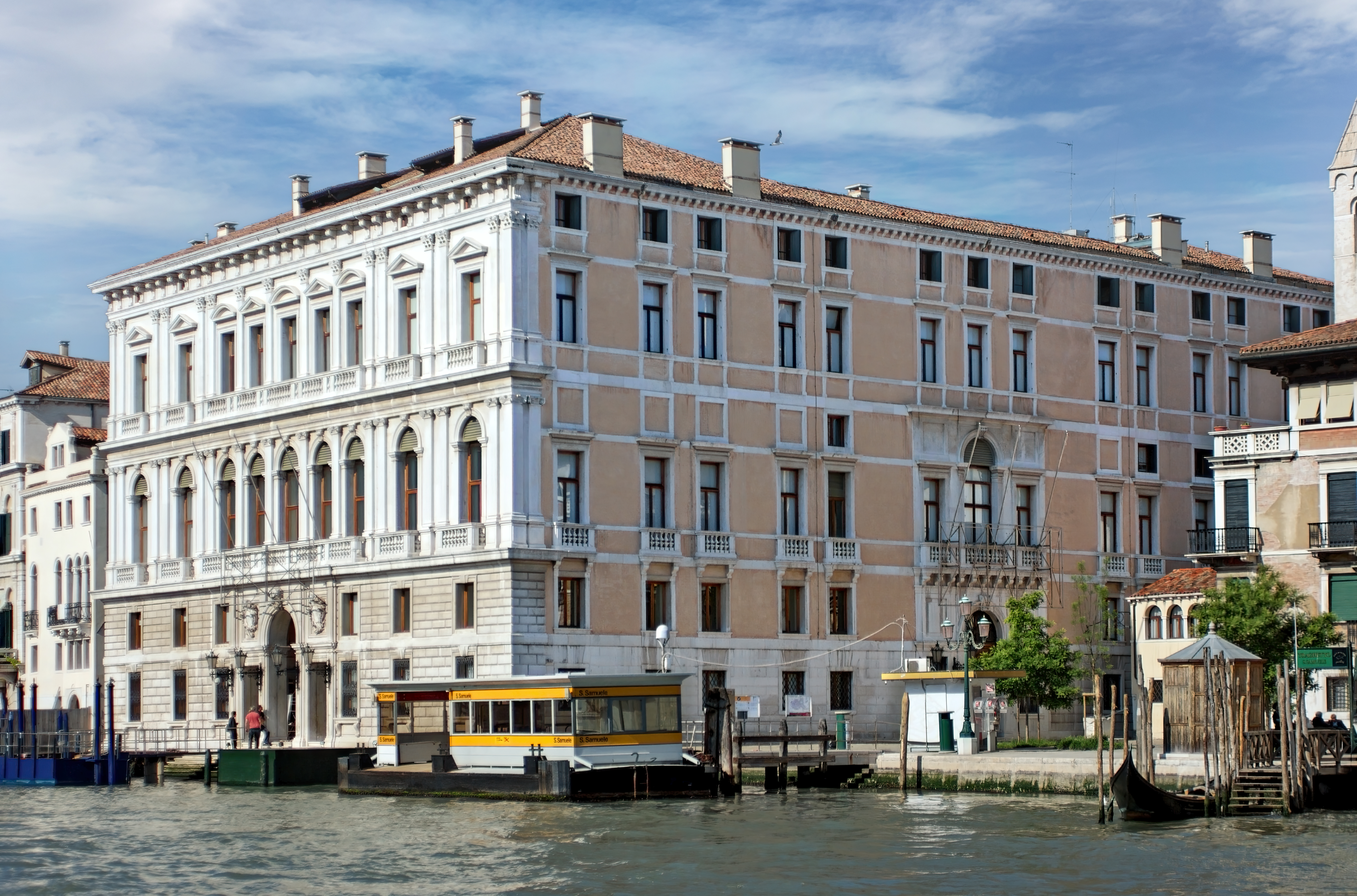
Palazzo Grassi

Die Weltwirtschaftskrise brachte den angesehenen Unternehmer in Schwierigkeiten. Guido Beer (1885–1938) dürfte als Kabinettschef Mussolinis und 1933–1934 Präfekt Venedigs Stucky nicht wohlgesinnt gewesen sein, und Stuckys Verhältnis zu führenden Repräsentanten der Wirtschaftspolitik des Faschismus, etwa zum langjährig befreundeten Giuseppe Volpi, erwies sich auch als problematisch. Stucky hatte die Einladung Volpis, in den 1920er-Jahren ein großes Mühlenkartell aufzubauen, abgelehnt – im Endeffekt wurde die Stuckymühle von einem Unternehmen Volpis übernommen. Es gab auch Schwierigkeiten mit seiner Schweizer Staatsbürgerschaft, da staatliche Vergütungen für Kriegsschäden an Gewerbebetrieben italienischen Staatsbürgern vorbehalten waren. Um den Bankrott des Unternehmens und den Ruin seines Rufs zu vermeiden, wurde er bereits 1936 von seinen mächtigen venezianischen „Freunden“ überzeugt, seine Immobilien gegen erhebliche Kredite einiger Banken zu verkaufen. Die Kunstsammlung und der vom Vater erworbene Familiensitz des Palazzo Grassi mussten verkauft werden, auch die Leitung der Mühlenbetriebe entglitt ihm. Anschließend mussten Gian Carlo und seine betagte Mutter die ultimative Demütigung ertragen, in eine Mietwohnung zu ziehen. Ob Stuckys Tod 1941 natürliche Ursachen hatte oder ob der ruinierte Großunternehmer durch Suizid starb, wird in der einschlägigen Literatur nicht eindeutig beantwortet.